# 18858 Tecleveland
18858 Tecleveland è un asteroide della fascia principale. Scoperto nel 1999, presenta un'orbita caratterizzata da un semiasse maggiore pari a 2,5576977 UA e da un'eccentricità di 0,1304936, inclinata di 9,98771° rispetto all'eclittica.